# 2013年教宗選舉秘密會議樞機選舉人列表

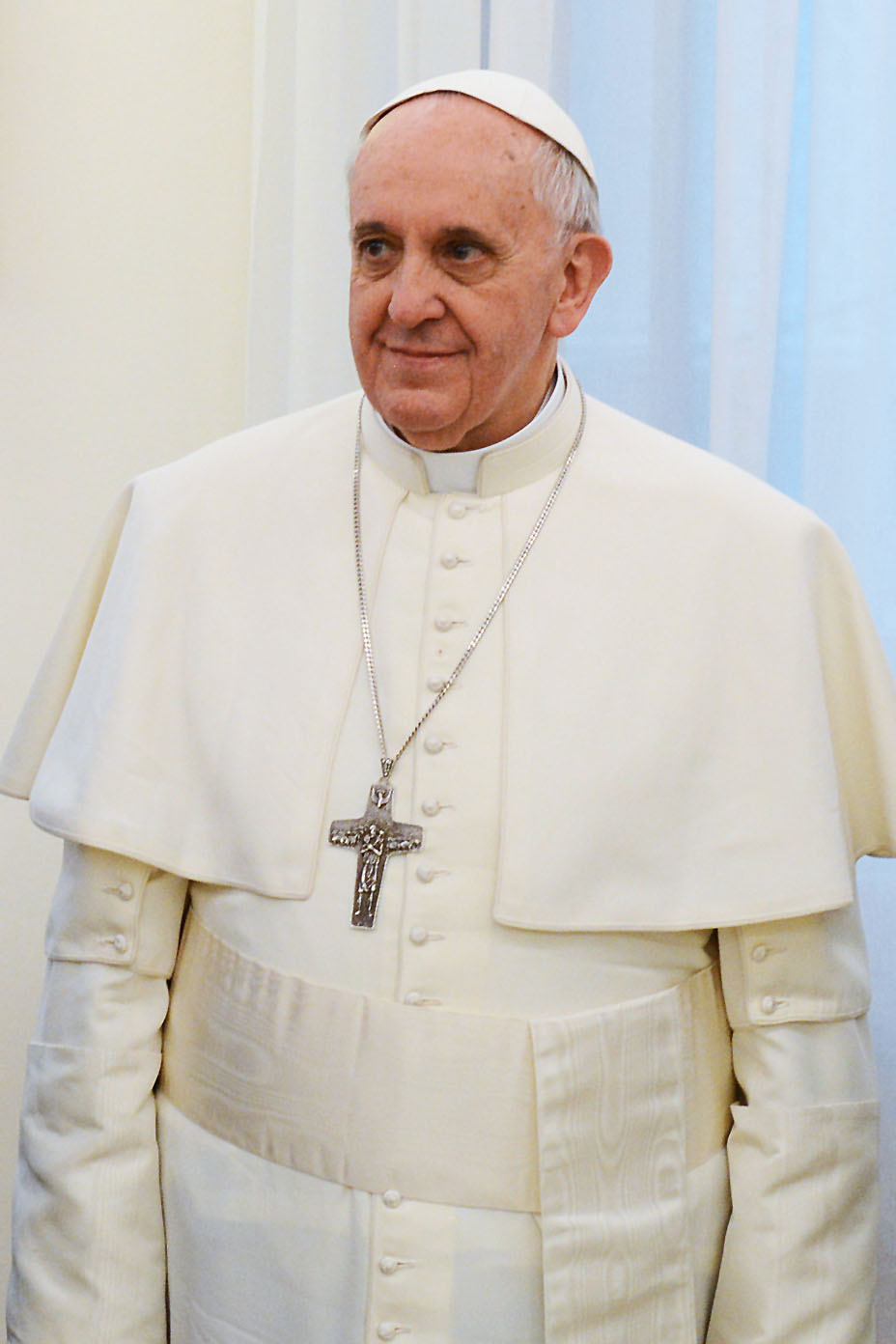
喬治·馬里奧·伯格里奧樞機在2013年3月13日獲選為教宗方濟各。

2013年教宗選舉秘密會議為選出於2013年2月28日宣布退位的教宗本篤十六世的繼任人而召開。根據教宗若望保祿二世發表的宗座憲令《主的普世羊群》，只有在宗座出缺當日未滿80歲的樞機方可參與教宗選舉秘密會議（只有在1933年2月28日或之後出生的樞機才獲准參與本次會議）。雖未有正式規定，但樞機團一般會選出一名樞機成為繼任教宗。本次選舉會議按規定以不記名投票方式舉行。
在宗座出缺時的207名樞機團成員中，共有117名樞機選舉人合資格參與是次教宗選舉秘密會議。由於2名樞機未有出席會議，故最終本次會議僅115名樞機參與選舉，佔樞機選舉人中的98.3%、所有樞機中的55.6%。當選教宗所需票數為在席樞機的三分之二大多數，即77票。
出席的115名樞機中，共計有4位主教級樞機、81位司鐸級樞機及30位執事級樞機。當中48位由若望保祿二世冊封為樞機，餘下67位樞機均為本篤十六世擢升；在召開會議時，共有29名合資格參與選舉會議的樞機在聖座內供職，61位樞機則於世界各地擔任牧職職務，另外25位樞機則已榮休。最年長的樞機選舉人是時年79歲的瓦爾特·卡斯珀 ，巴塞利奧斯·克利米斯·托通克爾則是最年輕的樞機選舉人，參與本次會議時年齡僅53歲。另有90名樞機因年屆80歲以上而不合《主的普世羊群》的規定，未能參與此次教宗選舉秘密會議。
2013年3月12日，樞機選舉人進入西斯汀小堂開始首場的選舉秘密會議。經過兩日內的五輪投票，樞機團最終於翌日選出天主教布宜諾斯艾利斯總教區總主教喬治·馬里奧·伯格里奧繼任教宗，並取名號為方濟各。

## 樞機選舉人
樞機團一般分為三等，依次為主教、司鐸、執事，樞機們按此為列隊進入會議場地、宣誓及投票順序的依據，並能夠反映樞機的資歷及榮譽。 除了東儀天主教會的主教外，主教級樞機以樞機團團長為首，副團長為次，餘者則按照委任為主教級樞機的日期排序。東儀天主教會主教、司鐸級樞機和執事級樞機則是按他們獲冊封為樞機的樞機會議日期及其出現於官方公告中的時間排列。
本次會議的樞機選舉人中共有4人來自東儀天主教會，包括安多尼·納吉布（科普特）、貝沙拉·伯多祿·拉伊（馬龍尼）、喬治·阿倫謝雷（敘利亞-瑪拉巴）及巴塞利奧斯·克利米斯·托通克爾（敘利亞-瑪蘭卡）。另外，最年長的主教級樞機、司鐸級樞機與執事級樞機，以及最年輕的執事級樞機亦分別被任命不同的職務，譬如最年長的主教級樞機負責主持選舉秘密會議、最年長的執事級樞機則負責在聖伯多祿大殿中央陽台宣告選舉結果；在這次會議中，這些職位分別由若翰·雷、哥德弗里德·丹尼爾斯、若望-類斯·托朗和雅各伯·彌額爾·哈維擔任。負責在宗座出缺期間暫代處理羅馬教廷事務的羅馬聖教會總司庫則由塔爾奇西奧·貝爾托內擔任。
以下資料均為2013年2月28日，宗座出缺當日的資料。表格預設按列隊及投票的順序排列；除非特別註明，所有樞機均隸屬拉丁禮教會。
| 排序       | 姓名                                     | 國家及地區 | 出生                        | 擢升樞機                    | 職務                                                             | 來源       |
| 主教級樞機 | 主教級樞機                               | 主教級樞機 | 主教級樞機                  | 主教級樞機                  | 主教級樞機                                                       | 主教級樞機 |
| ---------- | ---------------------------------------- | ---------- | --------------------------- | --------------------------- | ---------------------------------------------------------------- | ---------- |
| 1          | 若翰·雷                                  | 義大利     | 1934年1月30日 （時年79歲）  | 2001年2月21日 若望保祿二世  | 主教部榮休部長                                                   | [ 13 ]     |
| 2          | 塔爾奇西奧·貝爾托內 SDB                  | 義大利     | 1934年12月2日 （時年78歲）  | 2003年10月21日 若望保祿二世 | 國務樞機卿 羅馬聖教會總司庫 樞機團總務樞機                       | [ 12 ]     |
| 3          | 安多尼·納吉布                            | 埃及       | 1935年3月18日 （時年77歲）  | 2010年11月20日 本篤十六世   | 亞歷山大宗主教區榮休宗主教 （科普特禮天主教會）                  | [ 14 ]     |
| 4          | 貝沙拉·伯多祿·拉伊 OMM                   | 黎巴嫩     | 1940年2月25日 （時年73歲）  | 2012年11月24日 本篤十六世   | 安提約基雅宗主教區宗主教（馬龍尼禮教會）                         | [ 15 ]     |
| 司鐸級樞機 |                                          |            |                             |                             |                                                                  |            |
| 5          | 哥德弗里德·丹尼爾斯                      | 比利时     | 1933年6月4日 （時年79歲）   | 1983年2月2日 若望保祿二世   | 梅赫倫-布魯塞爾總教區總主教                                      | [ 16 ]     |
| 6          | 若亞敬·邁斯內爾                          | 德国       | 1933年12月25日 （時年79歲） | 1983年2月2日 若望保祿二世   | 科隆總教區總主教                                                 | [ 17 ]     |
| 7          | 尼各老·德·若蘇厄·洛佩斯·羅德里格斯       |            | 1936年10月31日 （時年76歲） | 1991年6月28日 若望保祿二世  | 聖多明哥總教區總主教                                             | [ 18 ]     |
| 8          | 羅哲·彌額爾·馬洪尼                       | 美国       | 1936年2月27日 （時年77歲）  | 1991年6月28日 若望保祿二世  | 洛杉磯總教區榮休總主教                                           | [ 19 ]     |
| 9          | 雅各伯·路加·奧特加·阿拉米諾              | 古巴       | 1936年10月18日 （時年76歲） | 1994年11月26日 若望保祿二世 | 哈瓦那總教區總主教                                               | [ 20 ]     |
| 10         | 若望-高德·提爾戈特                       | 加拿大     | 1936年6月26日 （時年76歲）  | 1994年11月26日 若望保祿二世 | 蒙特婁總教區榮休總主教                                           | [ 21 ]     |
| 11         | 雲先·普利奇                              |            | 1945年9月8日 （時年67歲）   | 1994年11月26日 若望保祿二世 | 塞拉耶佛總教區總主教                                             | [ 22 ]     |
| 12         | 若望·桑多瓦爾·伊尼格斯                   | 墨西哥     | 1933年3月28日 （時年79歲）  | 1994年11月26日 若望保祿二世 | 瓜達拉哈拉總教區榮休總主教                                       | [ 23 ]     |
| 13         | 安多尼·瑪利亞·羅烏科·巴雷拉              | 西班牙     | 1936年8月20日 （時年76歲）  | 1998年2月21日 若望保祿二世  | 馬德里總教區總主教                                               | [ 24 ]     |
| 14         | 迪奧尼吉·泰塔曼齊                        | 義大利     | 1934年3月14日 （時年78歲）  | 1998年2月21日 若望保祿二世  | 米蘭總教區榮休總主教                                             | [ 25 ]     |
| 15         | 玻里加·潘高                              | 坦桑尼亚   | 1944年8月5日 （時年68歲）   | 1998年2月21日 若望保祿二世  | 達累斯薩拉姆總教區總主教                                         | [ 26 ]     |
| 16         | 克里斯托夫·順伯恩 OP                     | 奥地利     | 1945年1月22日 （時年68歲）  | 1998年2月21日 若望保祿二世  | 維也納總教區總主教                                               | [ 27 ]     |
| 17         | 諾伯·里韋拉·卡雷拉                       | 墨西哥     | 1942年6月6日 （時年70歲）   | 1998年2月21日 若望保祿二世  | 墨西哥城總教區總主教                                             | [ 28 ]     |
| 18         | 法蘭西斯·尤金·喬治 OMI                   | 美国       | 1937年1月16日 （時年76歲）  | 1998年2月21日 若望保祿二世  | 芝加哥總教區總主教                                               | [ 29 ]     |
| 19         | 澤農‧格羅霍萊夫斯基                      | 波蘭       | 1939年10月11日 （時年73歲） | 2001年2月21日 若望保祿二世  | 公教教育部部長                                                   | [ 30 ]     |
| 20         | 克萊申基奧·塞佩                          | 義大利     | 1943年6月2日 （時年69歲）   | 2001年2月21日 若望保祿二世  | 拿坡里總教區總主教                                               | [ 31 ]     |
| 21         | 瓦爾特·卡斯珀                            | 德国       | 1933年3月5日 （時年79歲）   | 2001年2月21日 若望保祿二世  | 宗座促進基督信徒合一委員會榮休主席                               | [ 8 ]      |
| 22         | 若望·迪亞斯                              | 印度       | 1936年4月14日 （時年76歲）  | 2001年2月21日 若望保祿二世  | 萬民福音部榮休部長                                               | [ 32 ]     |
| 23         | 吉拉·馬熱拉·阿涅洛                       | 巴西       | 1933年10月19日 （時年79歲） | 2001年2月21日 若望保祿二世  | 巴伊亞的聖薩爾瓦多總教區榮休總主教                               | [ 33 ]     |
| 24         | 奧德里斯·若瑟·巴契基斯                   | 立陶宛     | 1937年2月1日 （時年76歲）   | 2001年2月21日 若望保祿二世  | 維爾紐斯總教區總主教                                             | [ 34 ]     |
| 25         | 方濟各·沙勿略·埃拉蘇利斯·奧薩 ISch       | 智利       | 1933年9月5日 （時年79歲）   | 2001年2月21日 若望保祿二世  | 智利的聖地牙哥總教區榮休總主教                                   | [ 35 ]     |
| 26         | 胡里奧·特倫西 CSsR                       | 玻利维亚   | 1936年3月7日 （時年76歲）   | 2001年2月21日 若望保祿二世  | 聖克魯茲總教區總主教                                             | [ 36 ]     |
| 27         | 偉弗烈·福克斯·內皮爾 OFM                 | 南非       | 1941年3月8日 （時年71歲）   | 2001年2月21日 若望保祿二世  | 德班總教區總主教                                                 | [ 37 ]     |
| 28         | 奧斯卡·安德肋· 羅德里格斯·馬拉迪亞加 SDB |            | 1942年12月29日 （時年70歲） | 2001年2月21日 若望保祿二世  | 特古西加爾巴總教區總主教                                         | [ 38 ]     |
| 29         | 若望·類斯·西普里亞尼·索恩                | 秘魯       | 1943年12月28日 （時年69歲） | 2001年2月21日 若望保祿二世  | 利馬總教區總主教                                                 | [ 39 ]     |
| 30         | 克勞狄·胡默斯 OFM                        | 巴西       | 1934年8月8日 （時年78歲）   | 2001年2月21日 若望保祿二世  | 聖職部榮休部長                                                   | [ 40 ]     |
| 31*        | 喬治·馬里奧·伯格里奧 SJ*                 | 阿根廷     | 1936年12月17日 （時年76歲） | 2001年2月21日 若望保祿二世  | 布宜諾斯艾利斯總教區總主教                                       | [ 41 ]     |
| 32         | 若瑟·保理加布                            | 葡萄牙     | 1936年2月26日 （時年77歲）  | 2001年2月21日 若望保祿二世  | 里斯本宗主教區宗主教                                             | [ 42 ]     |
| 33         | 塞維利諾·珀萊托                          | 義大利     | 1933年3月18日 （時年79歲）  | 2001年2月21日 若望保祿二世  | 都靈總教區榮休總主教                                             | [ 43 ]     |
| 34         | 嘉祿·萊曼                                | 德国       | 1936年5月16日 （時年76歲）  | 2003年10月21日 若望保祿二世 | 美茵茨教區主教                                                   | [ 44 ]     |
| 35         | 安杰洛·斯科拉                            | 義大利     | 1941年11月7日 （時年71歲）  | 2003年10月21日 若望保祿二世 | 米蘭總教區總主教                                                 | [ 45 ]     |
| 36         | 安多尼·奧盧布恩米·奧克傑                 | 奈及利亞   | 1936年6月16日 （時年76歲）  | 2003年10月21日 若望保祿二世 | 拉各斯總教區榮休總主教                                           | [ 46 ]     |
| 37         | 嘉俾厄爾·祖貝爾·瓦科                     | 苏丹       | 1941年2月27日 （時年72歲）  | 2003年10月21日 若望保祿二世 | 喀土穆總教區總主教                                               | [ 47 ]     |
| 38         | 嘉祿·阿米戈·巴列霍 OFM                   | 西班牙     | 1934年8月23日 （時年78歲）  | 2003年10月21日 若望保祿二世 | 塞維利亞總教區榮休總主教                                         | [ 48 ]     |
| 39         | 猶斯定·方濟各·里加利                     | 美国       | 1935年4月19日 （時年77歲）  | 2003年10月21日 若望保祿二世 | 費城總教區榮休總主教                                             | [ 49 ]     |
| 40         | 恩尼奧·安東內利                          | 義大利     | 1936年11月18日 （時年76歲） | 2003年10月21日 若望保祿二世 | 宗座家庭理事會榮休主席                                           | [ 50 ]     |
| 41         | 伯多祿·圖爾克森                          |            | 1948年10月11日 （時年64歲） | 2003年10月21日 若望保祿二世 | 宗座正義與和平委員會主席                                         | [ 51 ]     |
| 42         | 泰萊斯福爾·布拉祺多·托波                 | 印度       | 1939年10月15日 （時年73歲） | 2003年10月21日 若望保祿二世 | 蘭契總教區總主教                                                 | [ 52 ]     |
| 43         | 喬治·佩爾                                |            | 1941年6月8日 （時年71歲）   | 2003年10月21日 若望保祿二世 | 悉尼總教區總主教                                                 | [ 53 ]     |
| 44         | 若瑟·波扎尼奇                            |            | 1949年3月20日 （時年63歲）  | 2003年10月21日 若望保祿二世 | 薩格勒布總教區總主教                                             | [ 54 ]     |
| 45         | 范明敏                                   | 越南       | 1934年3月5日 （時年78歲）   | 2003年10月21日 若望保祿二世 | 胡志明市總教區總主教                                             | [ 55 ]     |
| 46         | 斐理伯·巴爾巴蘭                          | 法國       | 1950年10月17日 （時年62歲） | 2003年10月21日 若望保祿二世 | 里昂總教區總主教                                                 | [ 56 ]     |
| 47         | 埃爾德·伯多祿                            | 匈牙利     | 1952年6月25日 （時年60歲）  | 2003年10月21日 若望保祿二世 | 艾斯特根-布達佩斯總教區總主教                                    | [ 57 ]     |
| 48         | 馬爾谷·烏埃勒 PSS                        | 加拿大     | 1944年6月8日 （時年68歲）   | 2003年10月21日 若望保祿二世 | 主教部部長                                                       | [ 58 ]     |
| 49         | 奥斯定·瓦利尼                            | 義大利     | 1940年4月17日 （時年72歲）  | 2006年3月24日 本篤十六世    | 羅馬教區代理主教 拉特朗聖若望大殿總鐸                            | [ 59 ]     |
| 50         | 喬治·烏羅薩·薩維諾                       | 委內瑞拉   | 1942年8月28日 （時年70歲）  | 2006年3月24日 本篤十六世    | 卡拉卡斯總教區總主教                                             | [ 60 ]     |
| 51         | 若望-伯多祿·里卡爾                       | 法國       | 1944年9月25日 （時年68歲）  | 2006年3月24日 本篤十六世    | 波爾多總教區總主教                                               | [ 61 ]     |
| 52         | 安多尼·卡尼薩雷斯·廖韋拉                 | 西班牙     | 1945年10月15日 （時年67歲） | 2006年3月24日 本篤十六世    | 至聖敬禮及聖事規範部部長                                         | [ 62 ]     |
| 53         | 蕭恩·巴特利爵·奧馬利 OFMCap              | 美国       | 1944年6月29日 （時年68歲）  | 2006年3月24日 本篤十六世    | 波士頓總教區總主教                                               | [ 63 ]     |
| 54         | 斯坦尼斯瓦夫·若望·濟維齊                 | 波蘭       | 1939年4月27日 （時年73歲）  | 2006年3月24日 本篤十六世    | 克拉科夫總教區總主教                                             | [ 64 ]     |
| 55         | 嘉祿·卡法拉                              | 義大利     | 1938年6月1日 （時年74歲）   | 2006年3月24日 本篤十六世    | 波隆那總教區總主教                                               | [ 65 ]     |
| 56         | 若翰·布雷迪                              | 愛爾蘭     | 1939年8月16日 （時年73歲）  | 2007年11月24日 本篤十六世   | 阿馬總教區總主教                                                 | [ 66 ]     |
| 57         | 類斯·馬丁內斯-席斯塔賀                   | 西班牙     | 1937年4月29日 （時年75歲）  | 2007年11月24日 本篤十六世   | 巴塞隆納總教區總主教                                             | [ 67 ]     |
| 58         | 安德肋·萬-特魯瓦                         | 法國       | 1942年11月7日 （時年70歲）  | 2007年11月24日 本篤十六世   | 巴黎總教區總主教                                                 | [ 68 ]     |
| 59         | 安傑洛·巴尼亞斯科                        | 義大利     | 1943年1月14日 （時年70歲）  | 2007年11月24日 本篤十六世   | 熱那亞總教區總主教                                               | [ 69 ]     |
| 60         | 戴多祿-哈德良·薩爾                       | 塞内加尔   | 1936年11月28日 （時年76歲） | 2007年11月24日 本篤十六世   | 達卡總教區總主教                                                 | [ 70 ]     |
| 61         | 奧斯華·格拉西亞斯                        | 印度       | 1944年12月24日 （時年68歲） | 2007年11月24日 本篤十六世   | 孟買總教區總主教                                                 | [ 71 ]     |
| 62         | 方濟各·羅夫萊斯·奧爾特加                 | 墨西哥     | 1949年3月2日 （時年63歲）   | 2007年11月24日 本篤十六世   | 瓜達拉哈拉總教區總主教                                           | [ 72 ]     |
| 63         | 達尼爾·迪納爾多                          | 美国       | 1949年5月23日 （時年63歲）  | 2007年11月24日 本篤十六世   | 加爾維斯頓-休斯頓總教區總主教                                    | [ 73 ]     |
| 64         | 奧迪羅·伯多祿·舍雷爾                     | 巴西       | 1949年9月21日 （時年63歲）  | 2007年11月24日 本篤十六世   | 聖保羅總教區總主教                                               | [ 74 ]     |
| 65         | 若望·恩居埃                              |            | 1944年 （時年68—69歲）      | 2007年11月24日 本篤十六世   | 內羅畢總教區總主教                                               | [ 75 ]     |
| 66         | 洛夫·愛德華·貝拉-奇里沃加                |            | 1934年1月1日 （時年79歲）   | 2010年11月20日 本篤十六世   | 基多總教區榮休總主教                                             | [ 76 ]     |
| 67         | 老楞佐·蒙森沃·帕辛亞                     | 民主剛果   | 1939年10月7日 （時年73歲）  | 2010年11月20日 本篤十六世   | 金沙薩總教區總主教                                               | [ 77 ]     |
| 68         | 保祿·羅密歐                              | 義大利     | 1938年2月20日 （時年75歲）  | 2010年11月20日 本篤十六世   | 巴勒莫總教區總主教                                               | [ 78 ]     |
| 69         | 陶南·威廉·維爾                           | 美国       | 1940年11月12日 （時年72歲） | 2010年11月20日 本篤十六世   | 華盛頓總教區總主教                                               | [ 79 ]     |
| 70         | 雷蒙·達瑪森諾·阿西斯                     | 巴西       | 1937年2月15日 （時年76歲）  | 2010年11月20日 本篤十六世   | 阿帕雷西達總教區總主教                                           | [ 80 ]     |
| 71         | 加西彌祿·內茲                            | 波蘭       | 1950年2月1日 （時年63歲）   | 2010年11月20日 本篤十六世   | 華沙總教區總主教                                                 | [ 81 ]     |
| 72         | 馬爾科姆·蘭吉特                          | 斯里蘭卡   | 1947年11月15日 （時年65歲） | 2010年11月20日 本篤十六世   | 科倫坡總教區總主教                                               | [ 82 ]     |
| 73         | 賴因哈德·馬克思                          | 德国       | 1953年9月21日 （時年59歲）  | 2010年11月20日 本篤十六世   | 慕尼黑-弗賴辛總教區總主教                                        | [ 83 ]     |
| 74         | 喬治·阿倫謝雷                            | 印度       | 1945年4月19日 （時年67歲）  | 2012年2月18日 本篤十六世    | 埃納庫拉姆暨安加馬里大總教區大總主教 （敘利亞-瑪拉巴禮天主教會） | [ 84 ]     |
| 75         | 多默·基道霍·柯林斯                       | 加拿大     | 1947年1月16日 （時年66歲）  | 2012年2月18日 本篤十六世    | 多倫多總教區總主教                                               | [ 85 ]     |
| 76         | 道明·杜卡 OP                             | 捷克       | 1943年4月26日 （時年69歲）  | 2012年2月18日 本篤十六世    | 布拉格總教區總主教                                               | [ 86 ]     |
| 77         | 威廉·艾伊克                              | 荷蘭       | 1953年6月22日 （時年59歲）  | 2012年2月18日 本篤十六世    | 烏特勒支總教區總主教                                             | [ 87 ]     |
| 78         | 若瑟·貝托里                              | 義大利     | 1947年2月25日 （時年66歲）  | 2012年2月18日 本篤十六世    | 佛羅倫斯總教區總主教                                             | [ 88 ]     |
| 79         | 弟茂德·彌額爾·多蘭                       | 美国       | 1950年2月6日 （時年63歲）   | 2012年2月18日 本篤十六世    | 紐約總教區總主教                                                 | [ 89 ]     |
| 80         | 萊內·瑪利亞·沃爾基                       | 德国       | 1956年8月18日 （時年56歲）  | 2012年2月18日 本篤十六世    | 柏林總教區總主教                                                 | [ 90 ]     |
| 81         | 湯漢                                     | 香港       | 1939年7月31日 （時年73歲）  | 2012年2月18日 本篤十六世    | 香港教區主教                                                     | [ 91 ]     |
| 82         | 巴塞利奧斯·克利米斯·托通克爾             | 印度       | 1959年6月15日 （時年53歲）  | 2012年11月24日 本篤十六世   | 特里凡得琅大總教區大總主教 （敘利亞-瑪蘭卡禮天主教會）           | [ 9 ]      |
| 83         | 若望·奧奈耶坎                            | 奈及利亞   | 1944年1月29日 （時年69歲）  | 2012年11月24日 本篤十六世   | 阿布賈總教區總主教                                               | [ 92 ]     |
| 84         | 魯文·薩拉薩爾·戈麥斯                     | 哥伦比亚   | 1942年9月22日 （時年70歲）  | 2012年11月24日 本篤十六世   | 波哥大總教區總主教                                               | [ 93 ]     |
| 85         | 類思·安多尼·塔格萊                       | 菲律賓     | 1957年6月21日 （時年55歲）  | 2012年11月24日 本篤十六世   | 馬尼拉總教區總主教                                               | [ 94 ]     |
| 執事級樞機 |                                          |            |                             |                             |                                                                  |            |
| 86         | 若望-類斯·托朗                           | 法國       | 1943年4月5日 （時年69歲）   | 2003年10月21日 若望保祿二世 | 宗座宗教協談理事會主席 樞機團首席助祭                            | [ 95 ]     |
| 87         | 阿提里奧·尼科拉                          | 義大利     | 1937年3月16日 （時年75歲）  | 2003年10月21日 若望保祿二世 | 亞西西的聖方濟各聖殿及天使之后聖殿宗座使節 金融資訊管理局局長    | [ 96 ]     |
| 88         | 威廉·若瑟·萊瓦達                         | 美国       | 1936年6月15日 （時年76歲）  | 2006年3月24日 本篤十六世    | 信仰教理部榮休部長                                               | [ 97 ]     |
| 89         | 方濟各·羅德 CM                           | 斯洛維尼亞 | 1934年9月23日 （時年78歲）  | 2006年3月24日 本篤十六世    | 獻身生活及使徒團體部榮休部長                                     | [ 98 ]     |
| 90         | 良納·桑德里                              | 阿根廷     | 1943年11月18日 （時年69歲） | 2007年11月24日 本篤十六世   | 東方教會部部長                                                   | [ 99 ]     |
| 91         | 若望·拉約洛                              | 義大利     | 1935年1月3日 （時年78歲）   | 2007年11月24日 本篤十六世   | 宗座梵蒂岡城國委員會榮休主席                                     | [ 100 ]    |
| 92         | 保祿·若瑟·科爾德斯                       | 德国       | 1934年9月5日 （時年78歲）   | 2007年11月24日 本篤十六世   | 宗座一心委員會榮休主席                                           | [ 101 ]    |
| 93         | 安傑洛·科瑪斯特里                        | 義大利     | 1943年9月17日 （時年69歲）  | 2007年11月24日 本篤十六世   | 梵蒂岡城國代理主教 聖伯多祿大殿總鐸 聖伯多祿工程處主席           | [ 102 ]    |
| 94         | 斯坦尼斯瓦夫·里爾科                      | 波蘭       | 1945年7月4日 （時年67歲）   | 2007年11月24日 本篤十六世   | 宗座平信徒理事會主席                                             | [ 103 ]    |
| 95         | 來福·法里納 SDB                          | 義大利     | 1933年9月24日 （時年79歲）  | 2007年11月24日 本篤十六世   | 梵蒂岡秘密檔案館榮休總負責人 梵蒂岡宗座圖書館榮休總負責人        | [ 104 ]    |
| 96         | 安日洛·阿馬托 SDB                        | 義大利     | 1938年6月8日 （時年74歲）   | 2010年11月20日 本篤十六世   | 封聖部部長                                                       | [ 105 ]    |
| 97         | 羅勃·薩拉                                | 几内亚     | 1945年6月15日 （時年67歲）  | 2010年11月20日 本篤十六世   | 宗座一心委員會主席                                               | [ 106 ]    |
| 98         | 方濟各·蒙泰里西                          | 義大利     | 1934年5月28日 （時年78歲）  | 2010年11月20日 本篤十六世   | 城外聖保祿大殿榮休總鐸                                           | [ 107 ]    |
| 99         | 雷蒙·良·柏克                             | 美国       | 1948年6月30日 （時年64歲）  | 2010年11月20日 本篤十六世   | 宗座聖璽最高法院院長                                             | [ 108 ]    |
| 100        | 龔拉·科赫                                | 瑞士       | 1950年3月15日 （時年62歲）  | 2010年11月20日 本篤十六世   | 宗座促進基督信徒合一委員會主席                                   | [ 109 ]    |
| 101        | 保祿·薩爾蒂                              | 義大利     | 1934年9月1日 （時年78歲）   | 2010年11月20日 本篤十六世   | 馬爾他騎士團監督                                                 | [ 110 ]    |
| 102        | 毛祿·皮亞琴扎                            | 義大利     | 1944年9月15日 （時年68歲）  | 2010年11月20日 本篤十六世   | 聖職部部長                                                       | [ 111 ]    |
| 103        | 韋拉西奧·德保利斯 CS                     | 義大利     | 1935年9月19日 （時年77歲）  | 2010年11月20日 本篤十六世   | 聖座經濟事務局榮休局長                                           | [ 112 ]    |
| 104        | 若望-方濟各·拉瓦西                       | 義大利     | 1942年10月18日 （時年70歲） | 2010年11月20日 本篤十六世   | 宗座文化理事會主席                                               | [ 113 ]    |
| 105        | 威田南·費洛尼                            | 義大利     | 1946年4月15日 （時年66歲）  | 2012年2月18日 本篤十六世    | 萬民福音部部長                                                   | [ 114 ]    |
| 106        | 厄瑪奴耳·蒙泰羅·德·卡斯特羅              | 葡萄牙     | 1938年3月29日 （時年74歲）  | 2012年2月18日 本篤十六世    | 宗座聖赦院院長                                                   | [ 115 ]    |
| 107        | 桑托斯·阿夫里爾·卡斯特略                 | 西班牙     | 1935年9月21日 （時年77歲）  | 2012年2月18日 本篤十六世    | 聖母大殿總鐸                                                     | [ 116 ]    |
| 108        | 安多尼·瑪利亞·韋利奧                     | 義大利     | 1938年2月3日 （時年75歲）   | 2012年2月18日 本篤十六世    | 宗座移民與觀光牧靈委員會主席                                     | [ 117 ]    |
| 109        | 若瑟·貝爾泰羅                            | 義大利     | 1942年10月1日 （時年70歲）  | 2012年2月18日 本篤十六世    | 宗座梵蒂岡城國委員會主席                                         | [ 118 ]    |
| 110        | 方濟各·科科帕爾梅里奧                    | 義大利     | 1938年3月6日 （時年74歲）   | 2012年2月18日 本篤十六世    | 宗座法典條文解釋理事會主席                                       | [ 119 ]    |
| 111        | 若望·布拉茲·德·阿維斯                    | 巴西       | 1947年4月24日 （時年65歲）  | 2012年2月18日 本篤十六世    | 獻身生活及使徒團體部部長                                         | [ 120 ]    |
| 112        | 愛文·費德廉·奧布賴恩                     | 美国       | 1939年4月8日 （時年73歲）   | 2012年2月18日 本篤十六世    | 耶路撒冷聖墓騎士團總團長                                         | [ 121 ]    |
| 113        | 道明·卡爾卡尼奧                          | 義大利     | 1943年2月3日 （時年70歲）   | 2012年2月18日 本篤十六世    | 宗座財產管理局局長                                               | [ 122 ]    |
| 114        | 若瑟·威爾薩蒂                            | 義大利     | 1943年7月30日 （時年69歲）  | 2012年2月18日 本篤十六世    | 聖座經濟事務局局長                                               | [ 123 ]    |
| 115        | 雅各伯·彌額爾·哈維                       | 美国       | 1949年10月20日 （時年63歲） | 2012年11月24日 本篤十六世   | 城外聖保祿大殿總鐸                                               | [ 124 ]    |

### 缺席
| 排序       | 姓名                      | 國家       | 出生                        | 擢升樞機                    | 職務                            | 缺席原因           | 來源            |
| 司鐸級樞機 | 司鐸級樞機                | 司鐸級樞機 | 司鐸級樞機                  | 司鐸級樞機                  | 司鐸級樞機                      | 司鐸級樞機         | 司鐸級樞機      |
| ---------- | ------------------------- | ---------- | --------------------------- | --------------------------- | ------------------------------- | ------------------ | --------------- |
| —          | 儒略·達曼特馬德 SJ        | 印度尼西亞 | 1934年12月20日 （時年78歲） | 1994年11月26日 若望保祿二世 | 雅加達總教區總主教              | 健康原因（眼疾）   | [ 125 ] [ 126 ] |
| —          | 凱斯·彌額爾·博德·奧布萊恩 | 英国       | 1938年3月17日 （時年74歲）  | 2003年10月21日 若望保祿二世 | 聖安德魯斯暨愛丁堡 總教區總主教 | 個人原因（性醜聞） | [ 127 ] [ 128 ] |

## 按大洲與國家及地區統計的樞機選舉人
115名樞機選舉人分別來自除南極洲外的6個大洲上的48個國家及地區；意大利（28）、美國（11）及德國（6）是樞機選舉人數目最多的三個國家。

各國出席的樞機選舉人數目的分層設色圖（未有標示數字者即為僅一位出席樞機；香港的出席樞機計入其目前主權所屬國中华人民共和国）

| 大洲    | 數目 | 百分比 |
| ------- | ---- | ------ |
| 非洲    | 11   | 9.6%   |
| 北美洲  | 20   | 17.4%  |
| 南美洲* | 13   | 11.3%  |
| 亞洲    | 10   | 8.7%   |
| 歐洲    | 60   | 52.2%  |
| 大洋洲  | 1    | 0.9%   |
| 總數    | 115  | 100.0% |

| 國家       | 大洲   | 數目 |
| ---------- | ------ | ---- |
| 阿根廷*    | 南美洲 | 2    |
|            | 大洋洲 | 1    |
| 奥地利     | 歐洲   | 1    |
| 比利时     | 歐洲   | 1    |
| 玻利维亚   | 南美洲 | 1    |
|            | 歐洲   | 1    |
| 巴西       | 南美洲 | 5    |
| 加拿大     | 北美洲 | 3    |
| 智利       | 南美洲 | 1    |
| 哥伦比亚   | 南美洲 | 1    |
| 民主剛果   | 非洲   | 1    |
|            | 歐洲   | 1    |
| 古巴       | 北美洲 | 1    |
| 捷克       | 歐洲   | 1    |
|            | 北美洲 | 1    |
|            | 南美洲 | 1    |
| 埃及       | 非洲   | 1    |
| 法國       | 歐洲   | 4    |
| 德国       | 歐洲   | 6    |
|            | 非洲   | 1    |
| 几内亚     | 非洲   | 1    |
|            | 北美洲 | 1    |
| 香港       | 亞洲   | 1    |
| 匈牙利     | 歐洲   | 1    |
| 印度       | 亞洲   | 5    |
| 愛爾蘭     | 歐洲   | 1    |
| 義大利     | 歐洲   | 28   |
|            | 非洲   | 1    |
| 黎巴嫩     | 亞洲   | 1    |
| 立陶宛     | 歐洲   | 1    |
| 墨西哥     | 北美洲 | 3    |
| 荷蘭       | 歐洲   | 1    |
| 奈及利亞   | 非洲   | 2    |
| 秘魯       | 南美洲 | 1    |
| 菲律賓     | 亞洲   | 1    |
| 波蘭       | 歐洲   | 4    |
| 葡萄牙     | 歐洲   | 2    |
| 塞内加尔   | 非洲   | 1    |
| 斯洛維尼亞 | 歐洲   | 1    |
| 南非       | 非洲   | 1    |
| 西班牙     | 歐洲   | 5    |
| 斯里蘭卡   | 亞洲   | 1    |
| 苏丹       | 非洲   | 1    |
| 瑞士       | 歐洲   | 1    |
| 坦桑尼亚   | 非洲   | 1    |
| 美国       | 北美洲 | 11   |
| 委內瑞拉   | 南美洲 | 1    |
| 越南       | 亞洲   | 1    |
| 總數       | 總數   | 115  |